# Musée Robert-Tatin
Le musée Robert-Tatin est un « environnement d'art » créé par l'artiste Robert Tatin, entre 1962 et 1983, sur le lieu-dit La Frénouse à Cossé-le-Vivien, en Mayenne.
À l'origine du site se trouve une maison ancienne que l'artiste a aménagée pour y vivre avec sa femme. Au fil des ans, il a construit un domaine décoré de grandes sculptures en ciment coloré, en s'inspirant notamment de ses voyages et des courants artistiques du passé. Le site regorge d'ailleurs de références aux religions du monde, à l'histoire et aux grands artistes. Robert Tatin l'avait imaginé comme un lien entre les civilisations de l'Orient et celles de l'Occident.
Le site est devenu un musée ouvert à la visite après la mort de l'artiste. Des salles d'exposition présentent ses peintures tandis que des espaces sont laissés aux artistes actuels. Le musée est l'un des plus visités du département de la Mayenne et de la région Pays de la Loire.

## Historique
Tout au long de sa vie, Robert Tatin a accumulé expériences et connaissances qui font de lui un artiste bâtisseur à la créativité exceptionnelle.
En 1962, à l'âge de soixante ans, il s'installe définitivement, avec sa femme Lise, sur sa terre natale en Mayenne, au lieu-dit La Frénouse, près de Laval, où il a érigé la plus spectaculaire de ses œuvres. À dater de cet instant et à partir de l'antique « Maison des Champs » où il vit, toute son énergie et son savoir sont voués à modeler une sculpture monumentale en harmonie avec le paysage bocager qui l'accueille.
Autour de cette maison, il réalise pendant 21 ans (jusqu'à sa mort en 1983) l'œuvre d'aboutissement de sa carrière et de sa vie, l'« Étrange musée de Robert Tatin ».
Devenu communal dès 1967, puis « musée contrôlé » par le cabinet d'André Malraux en 1969, année de son inauguration, devenu propriété du Conseil départemental de la Mayenne en 2020, il a le statut de « Musée de France » depuis 2002 et également celui de Maison des Illustres. L'archisculpture du musée a été inscrit au titre des monuments historiques  par arrêté du 16 mai 2022. Un nouvel arrêté de classement du 20 décembre 2023 se substitue au précédent.

## Description
Le musée se présente en plusieurs parties.

### L'accueil et la Grange

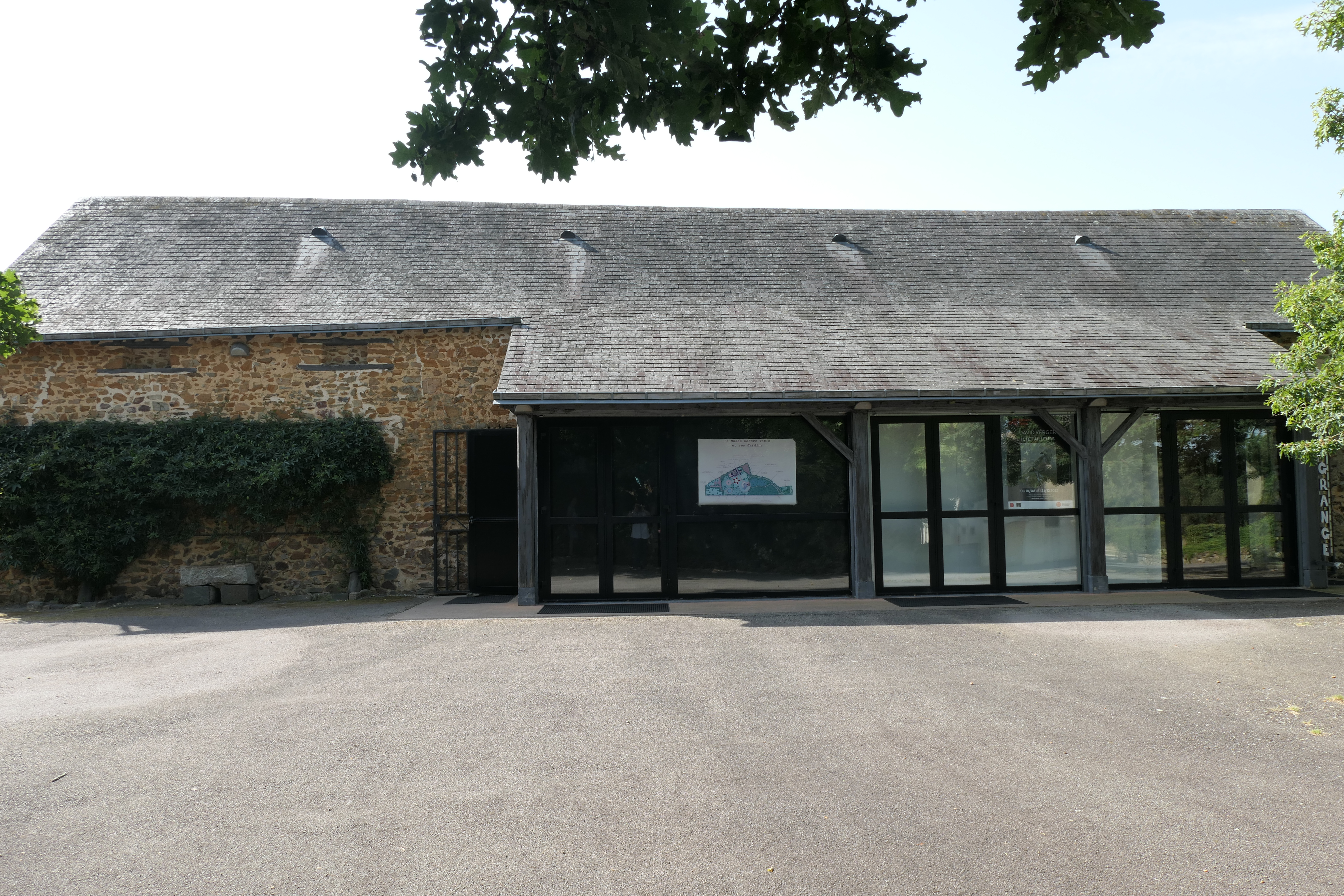
La grange.

Inaugurée en 1999, la Grange, salle d'exposition temporaire située près du bâtiment d'accueil, présente en moyenne deux expositions par an, des œuvres inédites de Robert Tatin ainsi que des artistes contemporains.

#### Tableau Arcane VI (1971), peinture à l'huile
Robert Tatin s’installe à la fin de sa vie à la Frénouse, lieu de son futur musée et entame ainsi une nouvelle vie. En ce lieu il espère trouver l’amour et la sérénité permettant de se concentrer sur ses désirs intérieurs. Sur le tableau on peut voir un paysage fleuri (Iris) qui n’est pas sans rappeler la terre promise, loin des tumultes de la vie. Ayant vécu la seconde guerre mondiale, il retranscrit ses souvenirs les plus sombres à travers diverses formes mécaniques, comme celle du char. Les formes mécaniques du tableau témoignent du caractère imparfait du bonheur, et montrent l'équilibre toujours fragile de la vie.

### L'allée des Géants

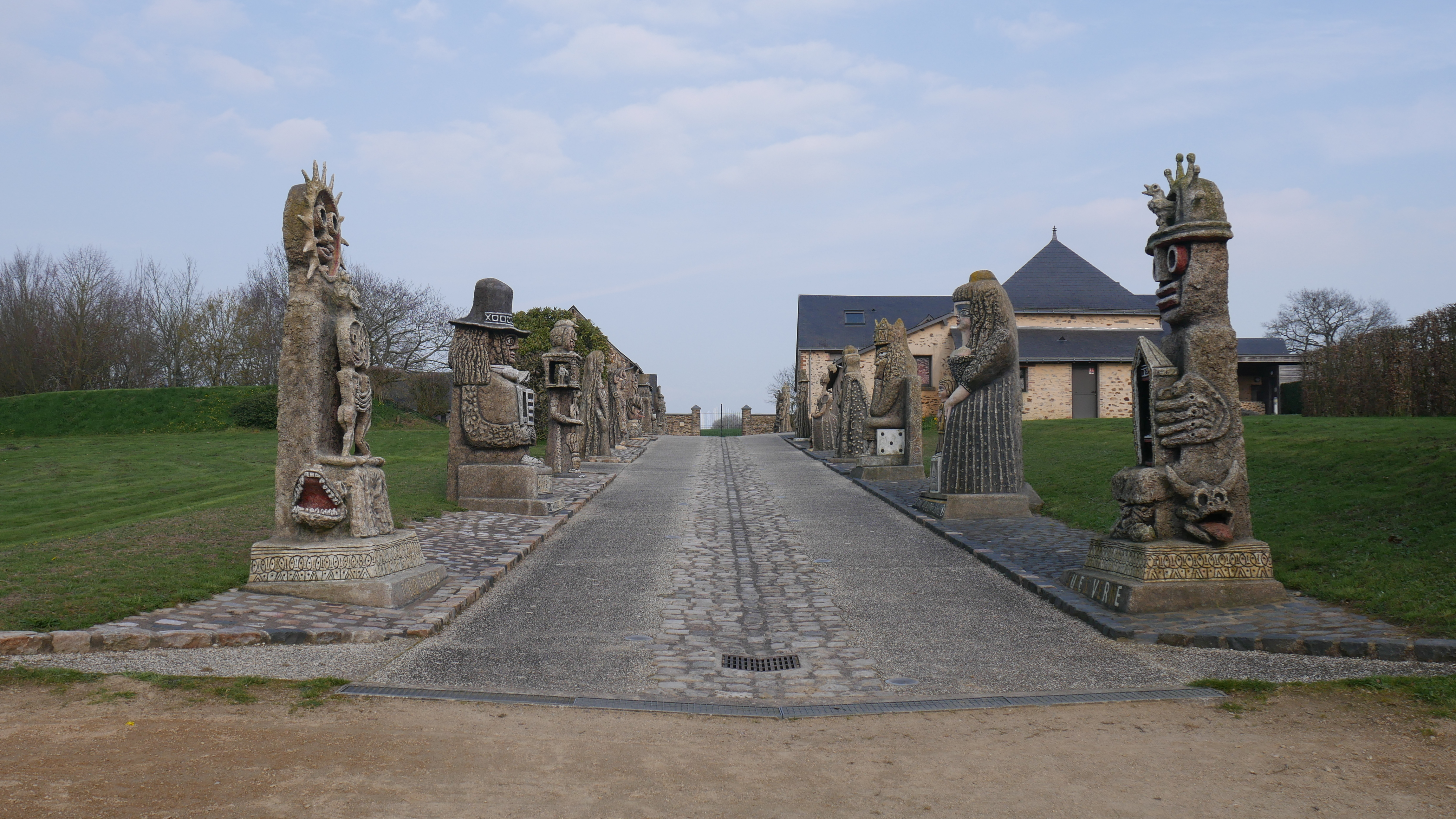
L'allée des Géants.

L'allée des Géants est le premier espace aménagé par Robert Tatin. Il s'agit à l'origine du chemin communal qui permet d'accéder à la maison de La Frénouse. La première statue est érigée en 1967, et au cours des 21 ans qui suivent, l'artiste en ajoute dix-neuf. Ces statues qui bordent l'allée sont faites en ciment coloré et elles représentent des grandes figures historiques comme Vercingétorix, des concepts abstraits ou encore des artistes célèbres. L'allée peut être divisée en deux parties, la première représentant le cheminement intellectuel de Robert Tatin enfant et adolescent, et la deuxième rendant hommage aux artistes modernes et contemporains ainsi qu'à leur quête vers la perfection. Il n'y a plus que dix-neuf statues, La Fleur ayant été endommagée par un camion puis retirée par Tatin en 1978.
La première partie commence avec Vercingétorix et Jeanne d'Arc, qui symbolisent la découverte de l'histoire par les enfants, ensuite les verbes Être et Avoir suggèrent les questionnements qui surviennent à la fin de l'enfance. Sainte-Anne et la Vierge de l'Épine font référence à la mystique et aux interrogations de l'adolescence et le Maître Compagnon rappelle la vocation de bâtisseur de Robert Tatin ainsi que sa quête de la perfection.
La deuxième partie rassemble André Breton, le Douanier Rousseau, Paul Gauguin, Georges Seurat, Auguste Rodin, Leonor Fini, Alfred Jarry, Ubu roi, Toulouse-Lautrec, Suzanne Valadon et son fils Maurice Utrillo, Pablo Picasso et Jules Verne.

#### La vierge de l'épine
«La vierge de l’épine» est l’aboutissement d'une réflexion au sortir de l’adolescence. Pour l’artiste, que nous l’appelions vierge, reine déesse ou mère, une femme est le point commun à toute l’humanité. Robert Tatin la nommera la mère universelle. Sont représentés autour de la vierge des signes évoquant différentes cultures. Au sommet de son trône deux cornes d’abondance nous rappellent la nature nourricière dont chacun est issu.
La corne d’abondance est un objet qui fait partie de la mythologie grecque. C'est une corne magique d'une chèvre qui donne fortune a celui qui la détient. Cette chèvre nourrissait Zeus quand il était enfant, la corne a de nombreux symboles comme la richesse et les rêves de fortune, d'où vient l'expression « la richesse infinie» qui est une expression d'origine grecque. Elle a comme symbole la fertilité et les deux extrémités des cornes ont une signification différentes, le côté pointu représente le mâle et l'autre côté la femme.
La Femme Universelle est comme la mère divine qui représente le pouvoir spirituel. La mère divine est pour le seigneur ce qu’est la lumière pour le soleil mais aussi l'intégrité et une libératrice directe tout comme une mère nourricière. Donc, tout ce qui est révélé, exprimé, manifesté, que ce soit subtil ou grossier, esprit ou nature, représente quelque aspect de son existence.
Sainte Anne et la Vierge de l’Épine sont des références à la mystique et à la métaphysique. Sainte Anne est représentée debout, tenant dans ses bras une jeune fille elle-même enceinte, ce qui représente les différentes générations et les différentes étapes de la vie.
Sainte Anne est la mère de la Vierge qu’elle porte sur son ventre et Marie, mère du Christ en son sein. Cette trinité est la symbolisation de la femme en tant que source de la vie.Trois générations y sont représentées, la grand-mère, la mère et l’enfant à venir, vision du passé,du présent et du futur.
Sainte Anne représente l’adolescence de Robert Tatin avec les trois interrogations classiques, d’où venons-nous? Que faisons-nous? Où allons-nous? .

#### Totem d'André Breton
André Breton, poète et fondateur du mouvement surréaliste dans les années 1920, a influencé de nombreux artistes, dont Robert Tatin. À la suite des horreurs de la Première Guerre mondiale, Breton rencontre Philippe Soupault et Louis Aragon, avec qui il fonde la Revue Littérature en 1919. Il crée donc le mouvement surréaliste avec pour objectif d’abolir les règles et les barrières établies par les mœurs et par la conscience. Ainsi, en 1920, il publie Les champs magnétiques, œuvre majeure de ce mouvement, et en 1924, il publie ses théories, fortement inspirées par les nouvelles idées et études freudiennes réalisées sur l'inconscientremettant en cause de nombreux mœurs et abolissant les barrières fixées par la morale, dans son Manifeste du surréalisme. Les principes sur lesquels repose ce courant artistique sont des notions abstraites, comme la perception des rêves, la libre-pensée, le désir, et l’inconscience.
Partagé en deux différentes parties le totem représente le célèbre artiste surréaliste André Breton, d'une part nous retrouvons le rêve, élément fondateur de la pensée surréaliste représentée par le haut du totem. En effet nous y trouvons de la légèreté symbolisée par un oiseau jaillissant de la bouche de la sculpture. Mais nous retrouvons aussi un personnage jaillissant du ventre du totem dont les mains et les pieds sont attachés ce qui crée un certain paroxysme entre la légèreté que symbolise l'oiseau et ce bonhomme ne pouvant s'enfuir. L'artiste crée ainsi une délimitation entre le rêve et la réalité qui elle contrairement à l'imaginaire et aux pensées surréalistes ne lui permet pas d'être totalement libre.

#### La statue de Vercingétorix et Jeanne d'Arc
Vercingétorix né en 82 avant J.C et mort en 46 avant J.C, a pris la tête de la résistance à Jules César lors de la conquête de la Gaule, il a uni pour la première fois les peuples divisés. C’est un héros fondateur de l’identité nationale française.
Jeanne d’Arc ou la pucelle d’Orléans est née en Lorraine en 1412, elle a été brûlée vive à Rouen en 1431 à l’âge de 19 ans. C’est une figure emblématique dans l’histoire de France. Elle a commandé les armées du roi de France et permis à Charles VII de devenir roi à son tour. Jeanne d’Arc et Vercingétorix se sont engagés pour les idéaux d’indépendance et de liberté. Tous deux donneront leurs vies pour avoir combattu l’autoritarisme. Vercingétorix est représenté en pleine gloire, il étrangle la Louve Romaine et autour de Jeanne d’Arc il y a des attributs royaux (l’épée et la fleur de lys), qui définissent son lien à Charles VII.
La statue de Vercingétorix est placée en face de celle de Jeanne d’Arc, l’artiste a choisi de les représenter pour que nous pénétrions dans l’univers d’un enfant, qui fait connaissance avec l’histoire de France.

#### Totem du verbe être
Le totem du verbe être dans l’allée des géants est situé en face du verbe avoir. Ce face à face met en opposition ces deux verbes et ce qu’ils représentent. Contrairement au verbe avoir, le verbe être n’exprime pas la possession : il est représenté à l’envers. Se poches se retrouvent renversées et ne peuvent ainsi rien contenir ni garder. Ses mains écartées en geste d’accueil montrent qu’il est ouvert au monde et à ses richesses non matérielles. Son visage par ses oreilles surdimensionnées et ses yeux écarquillés montre qu'il est à l'écoute. Le serpent se mordant la queue (Ouroboros) est signe de cycle éternel et de renouvellement perpétuel.

#### Totem d'Ubu Roi
Inventé par Alfred Jarry, Ubu roi est le héros d’une pièce de théâtre éponyme publiée le 25 avril 1896. À l’origine une caricature de son professeur de physique Félix Hébert enseignant dans un lycée rennais, il représente tous les travers de l’être humain. Suffisant, le totem d'Ubu roi est donc représenté les oreilles bouchées, il refuse d’entendre, de voir. Il est assis sur un dé truqué aux allures de trône, avec le chiffre cinq sur les deux faces visibles, représentant la raison. Quand il s’assoit dessus, il nous montre qu’il a toujours raison. Robert Tatin s’approprie cet ego surdimensionné et s’en sert comme d’une mise en garde.

#### Totem du Maître Compagnon
Le métier de maître compagnon est un métier qui est principalement présent dans le domaine du bâtiment et du BTP. Un maître compagnon encadre les chefs de chantiers et les coordonnent. Il s’assure que l’ouvrage soit conforme à la commande et au budget. Il faut avoir des compétences en gestion, en génie de matériaux et en connaissance des sols.
Robert Tatin réalise ce totem afin de rappeler la période de sa vie où il a travaillé dans la construction de bâtiment. Le totem du « maître compagnon » représente un homme avec un chapeau et une cape, portant une pierre taillée en pointe qui symbolise la maîtrise du tailleur de pierre.

#### Totem Picasso
Picasso (1881-1973) était un peintre, sculpteur et dessinateur espagnol. Il a marqué le XXe siècle grâce à ses nombreuses peintures et sculptures comme « Guernica », « Les demoiselles d’Avignon » ou encore «le vieux guitariste». Pablo Picasso était un génie avec le visage aveuglant et rayonnant du soleil. Sur la statue du géant le représentant au musée Robert Tatin, il porte un homme et une femme avec un visage unique marquant la dualité éternelle de l’artiste, seul à créer et seul devant son œuvre. L’ensemble de ces deux visages est coiffé par la présence de la colombe de la paix.

#### Totem Paul Gauguin
Paul Gauguin, né en 1848 et mort en 1903, est un peintre impressionniste. Il fera dans sa vie de nombreux voyages, il s’installera notamment quelque temps en Polynésie française. Représenté au musée Robert Tatin dans l'allée des géants, cette statue en ciment armé d'environ 3 mètres, nous montre les talents de sculpture de Robert Tatin. Avec le totem de Paul Gauguin, Robert Tatin fait ici allusion à l'artiste voyageur, cherchant à générer des émotions nouvelles par la juxtaposition de surfaces colorées, Paul Gauguin est ici représenté, tenant sa muse par les pieds, la même qui l'a guidé durant tous ses voyages.

#### Totem Seurat
Né à Paris le 2 décembre en 1859 et mort le 29 mars en 1891, il dessinera à 7 ans et fera une école d’art à 16 ans.
Georges-Pierre Seurat est surnommé le père du pointillisme et Tatin s’en est beaucoup inspiré.
Son esprit est souvent inspiré par les scientifiques notamment avec la technique picturale qui met en commun technologie et peinture. Ce rapport qu’avait Seurat avec la technologie lui a permis d’inventer une nouvelle technique : le pointillisme. Il consiste à juxtaposer plein de points. Cette invention lui a permis de se faire surnommer le père du pointillisme. Il supprime la trituration des couleurs sur la palette dans le but de rendre l’œuvre plus lumineuse.

### La Maison des Champs

La maison des Champs.

La Maison des Champs se trouve au centre du complexe imaginé par Robert Tatin. Il s'agit d'une vieille maison traditionnelle que l'artiste a restaurée puis totalement transformée afin d'y vivre. Elle est orientée sur un axe est-ouest, ce qui permet non seulement une luminosité optimale à l'intérieur, mais aussi de conserver la vocation du complexe entier, qui se veut un pont entre Orient et Occident. La maison est entourée d'un jardin clos dans lequel se trouve la tombe de l'artiste. La maison de Robert Tatin fait partie des 171 édifices classés « Maisons des Illustres » par le ministère de la culture.

### Le «cœur du musée»

Vue générale du musée.

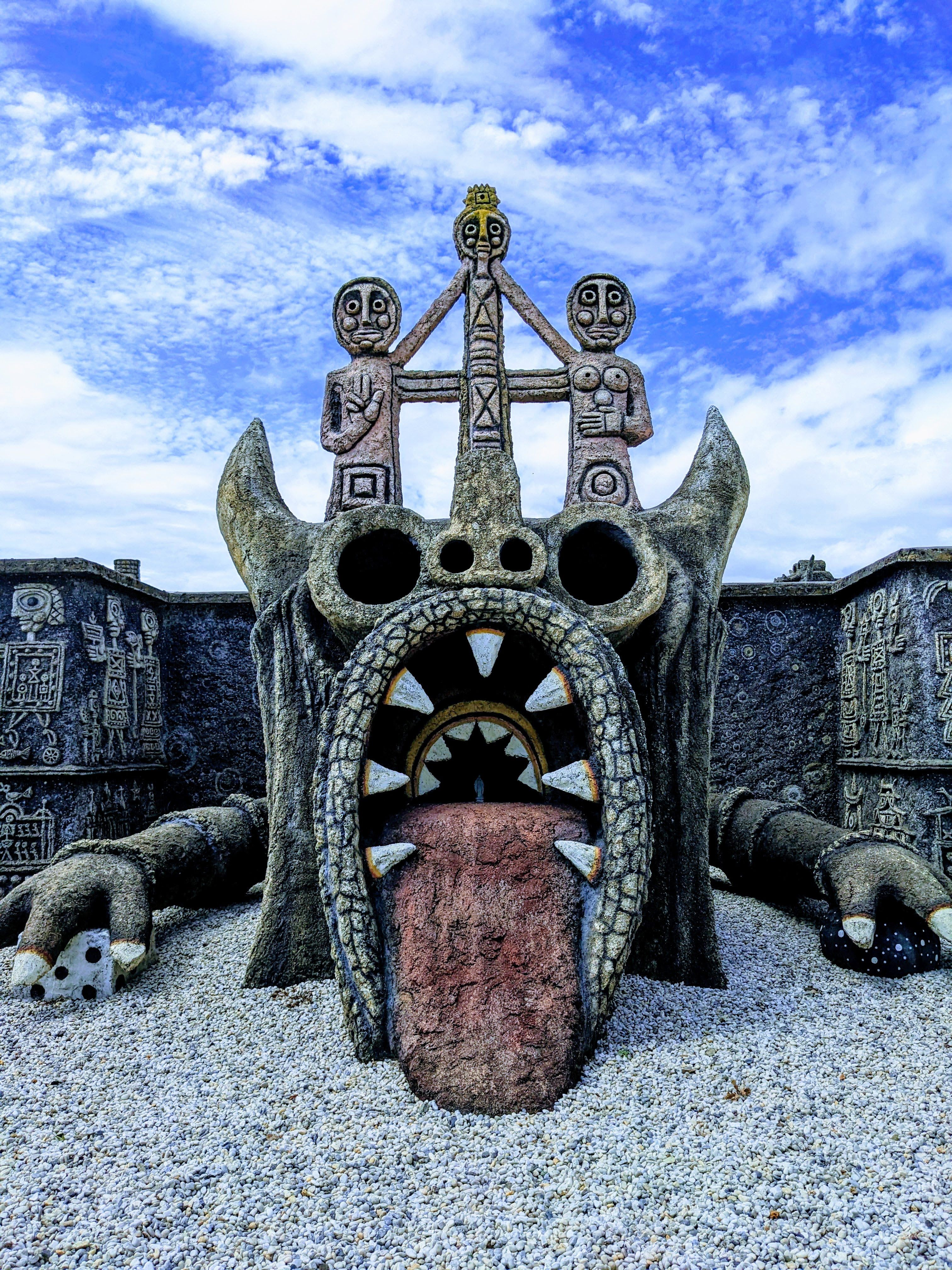
Le dragon

Le cœur du musée est fermé par une enceinte sombre décorée de figures blanches. Cette enceinte est ouverte symboliquement par une grande sculpture représentant un dragon la gueule ouverte. Il s'agit d'un dragon asiatique, donc sans connotation démoniaque. C'est aussi le gardien de la connaissance. Il est surmonté par un groupe de statues illustrant une famille, ce qui signifie qu'il protège l'humanité.
Un autre côté de l'enceinte est orné par la Porte des Géants. Il s'agit d'un haut-relief représentant cinq peintres : Rembrandt, Van Gogh, Léonard de Vinci, Francisco de Goya et Eugène Delacroix.

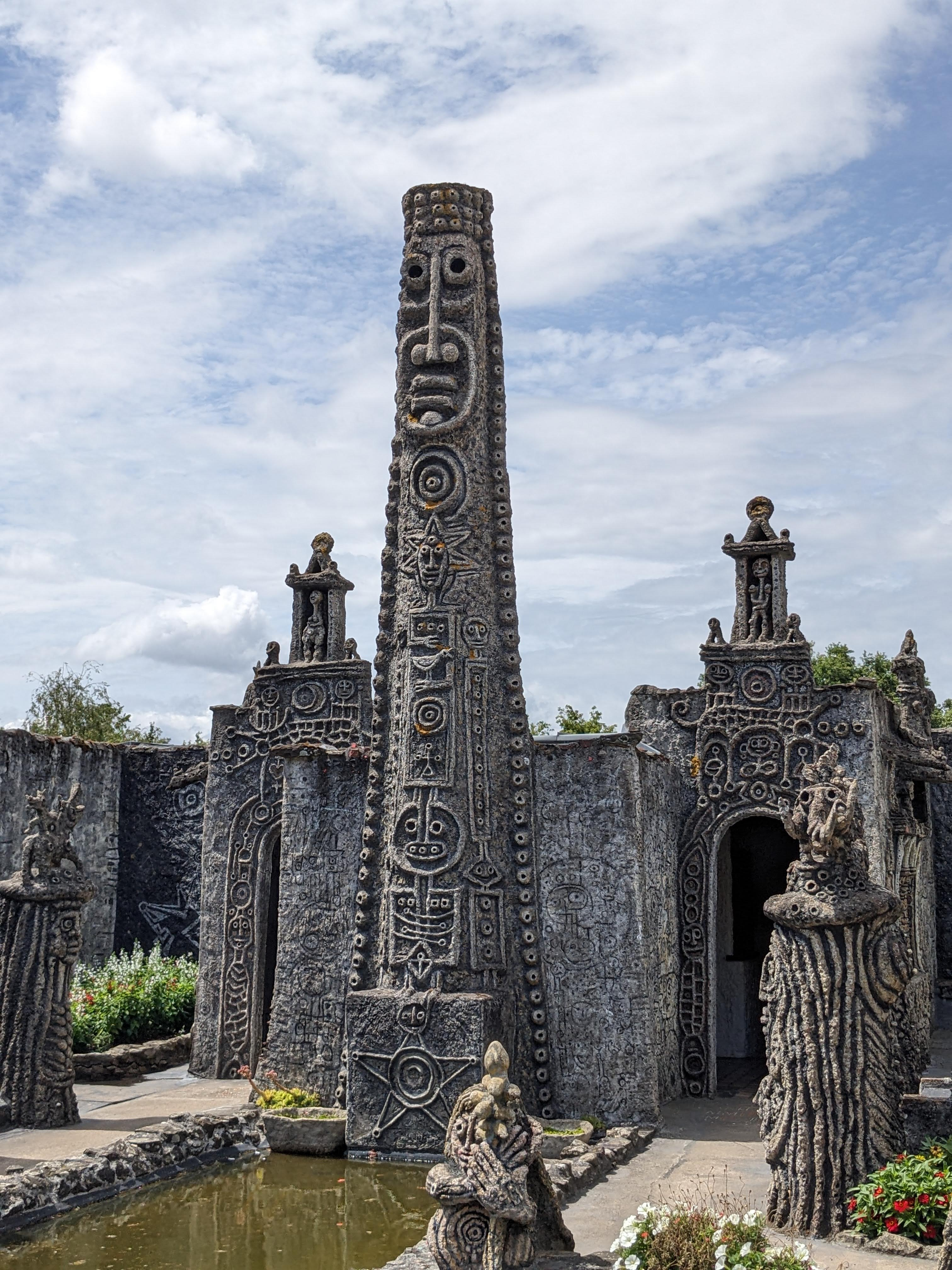
Sculptures du patio

L'enceinte sert de mur extérieur à plusieurs espaces couverts, comme des galeries et des salles d'exposition. Ces espaces entourent un jardin intérieur en forme de croix, qui rappelle les cloîtres et les patios, le « Jardin des Méditations ». Le jardin contient un bassin entouré par des sculptures qui représentent les douze mois de l'année. Au nord du bassin, une sculpture haute de 6,5 m fait le lien entre le ciel et la terre. Elle a été baptisée « Notre-Dame-Tout-Le-Monde ». À l'est, le bassin est encadré par la « Porte du Soleil », elle fait face à la « Porte de la Lune » à l'ouest.
Les salles d'exposition qui entourent le jardin abritent plusieurs œuvres de Robert Tatin, notamment des tableaux et des céramiques.

### Le champ de sculptures
Inauguré en automne 2003 aux abords proches du musée, il réunit un ensemble de sculptures contemporaines, la plupart offertes par les artistes à la suite de leur exposition dans la Grange. Ces sculptures ont été réalisées par Dominique Coutelle, Bernadette Nel, Pol Richard, Sylvain Hairy et Anthony Trossais.

## Dans la culture populaire
Le musée apparaît dans une vidéo du youtubeur français Joueur du Grenier en mars 2019ainsi que dans une vidéo de Tibo InShape en mai 2022.